# Porter Robinson
Porter Robinson   (Atlanta, 15 de juliol de 1992) és un productor i DJ de música electrònica, dels gèneres Synthpop, Future Bass i Electro House. El seu àlbum de debut "Worlds" va sortir a la venda a l'Agost del 2014. Aquell mateix any Porter va guanyar el premi "Artista de l'Any" de la revista musical Thump.